# خاویر فارینوس
خاویر فارینوس (اسپانیایی: Javier Farinós‎؛ زادهٔ ۲۹ مارس ۱۹۷۸) یک ورزشکار اهل اسپانیا است.
از باشگاه‌هایی که در آن بازی کرده‌است می‌توان به والنسیا، اینتر میلان، ویارئال، هرکولس، رئال مایورکا و لوانته اشاره کرد.